# Wilhelm Emil Fein
Wilhelm Emil Fein (Ludwigsburg, 16 gennaio 1842 – Stoccarda, 6 ottobre 1898) è stato un inventore e imprenditore tedesco, fondatore della C. & E. Fein e considerato l'inventore del trapano elettrico portatile.

## Biografia
Figlio di un insegnante, iniziò gli studi da Karl Geiger a Stoccarda, poi a Karlsruhe e Göttingen e infine a Berlino, dove lavorò per la Siemens & Halske. L'ultima tappa dei suoi studi fu Londra. Su consiglio del fisico Wilhelm Eisenlohrs nel 1867 a Karlsruhe, con il fratello Carl, fonda la C. & E. Fein, che si spostò a Stoccarda nel 1870. Wilhelm Emil Fein morì nel 1898 a Stoccarda. La tomba si trova al Pragfriedhof.

## Professione

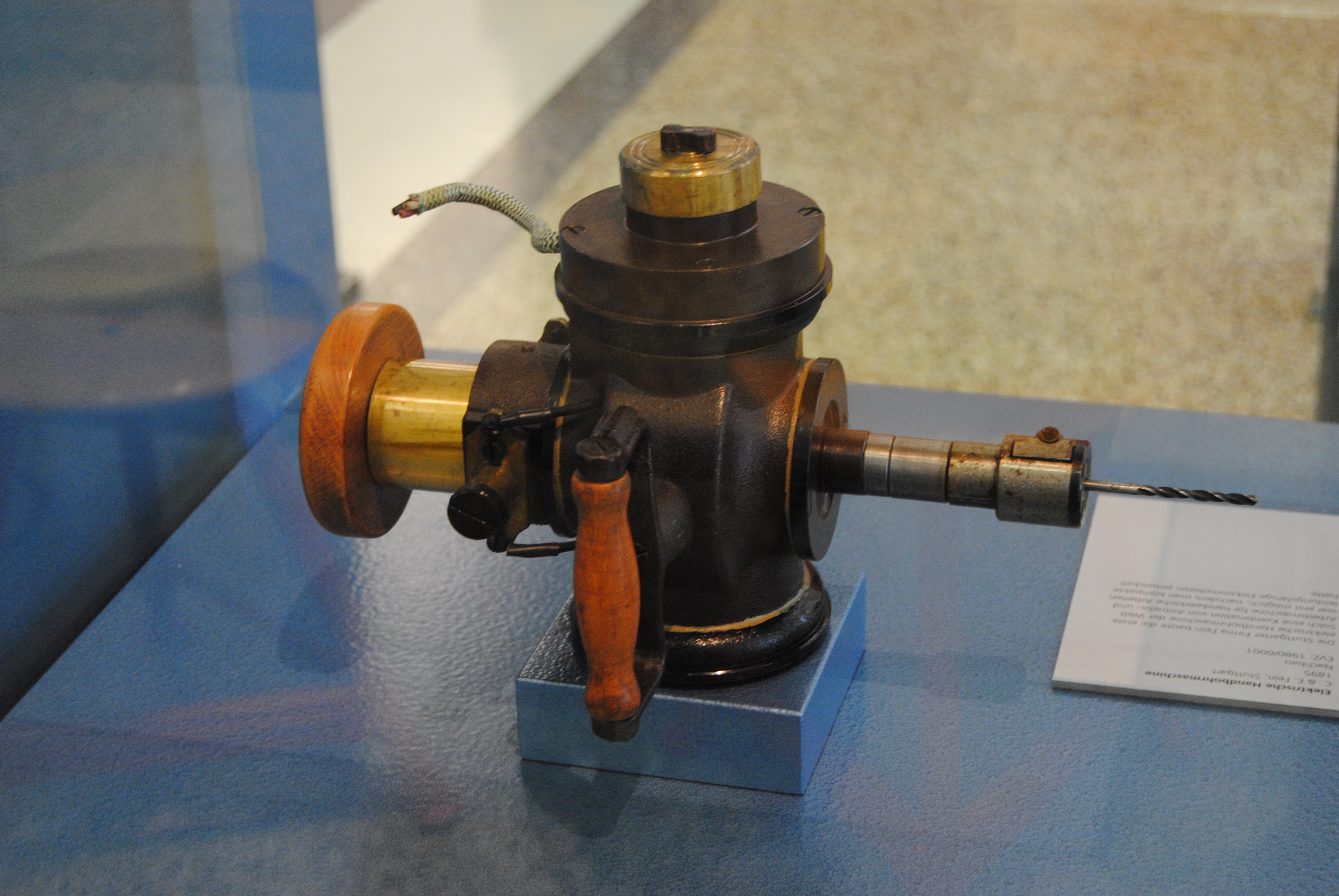
Fein-Handbohrmaschine (replica) presso il museo Technoseum di Mannheim

Nel 1867 Fein fonda la C. & E. Fein che si occupa di impianti elettrotecnici. Sviluppò impianti di allarme antincendio basati sul telegrafo a Norimberga e Stoccarda, nel 1878 e 1879. Nell'inverno 1879/80 lavorò presso la sua azienda il giovane Robert Bosch. Nel 1879 Fein brevettò un telefono con magnete a ferro di cavallo e nel 1885 un altro tipo di telefono per usi militari – il primo telefono trasportabile del mondo. Nel 1888 pubblicò il libro Elektrische Apparate, Maschinen und Einrichtungen. Nel 1891 vinse la medaglia Württembergische Staatsmedaille per arte e cultura. Nel 1895 la Fein sviluppò il primo esempio di trapano elettrico portatile; non il primo in assoluto, che fu fisso. Il primo fisso fu inventato dallo scozzese Arthur Arnot nel 1889 in Australia per impieghi in miniera. Due anni più tardi venne sviluppato un trapano da tavolo elettrico dal figlio Emil Fein jr.